# Riemenstalden

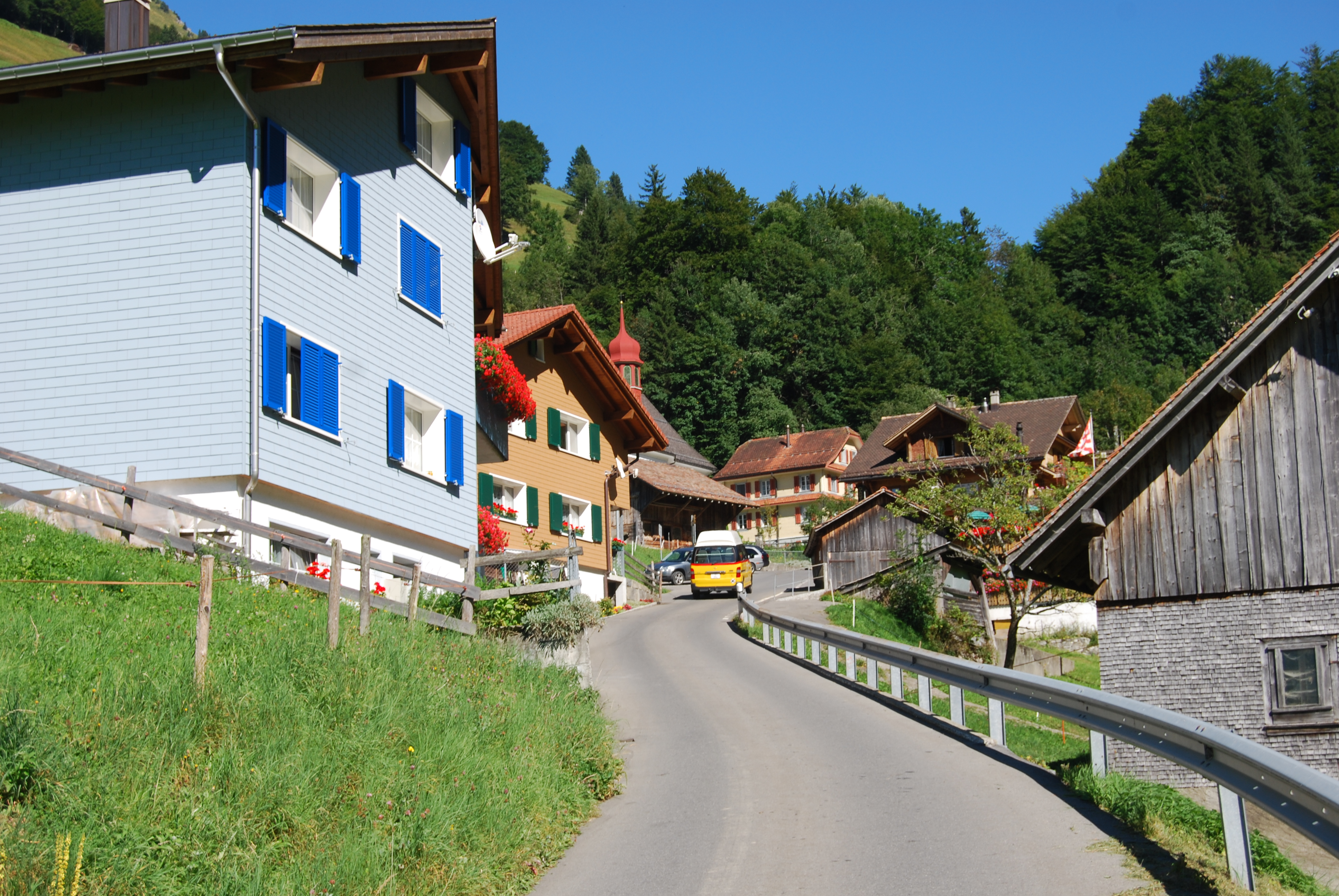
Riemenstalden

Riemenstalden is een gemeente en plaats in het Zwitserse kanton Schwyz, en maakt deel uit van het district Schwyz.
Riemenstalden telt 96 inwoners.